# Pirro Colonna
Pour les articles homonymes, voir Baglioni et Colonna.
 (juin 2024).
Si vous disposez d'ouvrages ou d'articles de référence ou si vous connaissez des sites web de qualité traitant du thème abordé ici, merci de compléter l'article en donnant les références utiles à sa vérifiabilité et en les liant à la section « Notes et références ».
Pirro Baglioni, dit Pirro Colonna (ou encore Pirro Farnese de Castel de Piero, Pirro da Castel de Piero, Pirro da Stipicciano, Pirro Spiriti, Pietro Colonna), comte de Castro, seigneur de San Michele in Teverina et d'Attigliano, né vers 1500, en Ombrie, berceau de la famille Baglioni mort dans le Latium en novembre 1552, est un condottiere gibelin du XVIe siècle, qui combattit pour Charles Quint dans les guerres qui opposèrent l'empereur germanique aux Français de François Ier.

## Biographie
Fils de Fierabraccio Baglioni, il prit le surnom de Colonna en souvenir de son protecteur, Ascanio Colonna, qui l'avait élevé et accueilli à sa cour. Il est le beau-père d'Adriano Baglioni.
Héritier de San Michele in Teverina, de Sipicciano et d'Attigliano, ces terres lui sont confisquées par un parent, Gian Paolo Baglioni.
- Au cours des mois de novembre et décembre de l'an 1525, il pénètre de nuit dans San Michele in Teverina au grand dam de Beatrice Farnèse, veuve d'Antonio Baglioni : les gardes pontificaux interviennent sans trouver l'aide du cardinal Pompeo Colonna, ni celle de Giulio Colonna. Ils sont bientôt pris à partie par 1 500 hommes de Galeazzo Farnèse, suivis de nombreux partisans des Maganzesi de Viterbe, au nombre desquels figurent Giovan Corrado Orsini et Dolce da Corbara. Assiégé dans le château, il résiste quarante jours pendant lesquels, à la suite de nombreux assauts, 400 fantassins corses sont tués.

Ses parrains Vitello Vitelli et Colonna se rendent. Il est amené comme prisonnier à Civita Castellana et ses soldats peuvent repartir libres. Les Terrazzani, largement impliqués dans la conspiration, seront comme beaucoup d'autres envoyés aux galères. Le château est rasé.
En juillet 1527, il entre à Rome un mois après le sac et aide les citadins dépouillés par les lansquenets ; il rassemble dans un palais au moins 500 moines et intervient auprès des forces d'occupation pour qu'elles cessent de torturer les habitants et négocie une baisse des rançons demandées. Il fait brûler les vignes du Monte Mario face au pont Milvio, qui appartenaient au pape Clément VII. Il va trouver le pape, qui s'est retranché dans le château Saint-Ange, se réconcilie avec lui et lui propose un accord avec l'empereur. On lui donne en otage le cardinal Franciotto Orsini. Le pape lui confie le commandement de 500 fantassins pour attaquer les Siennois. Il prend par surprise Chiusi et met la ville à sac. Les Siennois envoient leurs propres troupes. Colonna, qui n'a pas eu le temps de s'approvisionner et de réparer les remparts, passe un accord avec les capitaines siennois, notamment Agostino Bardi et convient de leur restituer Chiusi contre 2 000 ducats. Il parvient ainsi à quitter le territoire sans combattre. En fin d'année, il envahit Viterbe avec Camillo Colonna et Ottaviano Spiriti, et massacre les partisans guelfes. Il s'empare ensuite du château de Piero (San Michele in Teverina) et en chasse la veuve d'Antonio Baglioni.
En avril 1528, il part à Viterbe puis prend la route de Sienne, feignant de chercher une condotta (ou solde) auprès de la République. Sur le point de saccager Acquapendente, il s'empare du château de Trevinano et y force le seigneur Camillo Monaldeschi à verser une rançon de 400 ducats. Il va ensuite à San Casciano dei Bagni. En mai, au service des réfugiés siennois, il pénètre avec 800 fantassins et quelques rebelles dans Chiusi et saccage la ville, tuant de nombreux habitants : il occupe la citadelle et y est rejoint par Fabio Petrucci et par Giovanni Martinozzi. Accusés de ce forfait, les Florentins doivent verser aux Siennois 4 000 ducats. En juin, les États pontificaux l'envoient à Rimini (Émilie-Romagne) avec 200 cavaliers et 2 000 fantassins (des Corses et des Pérugins) pour attaquer Malatesta IV Baglioni. Il menace les Vénitiens qui occupent Cervia et Ravenne. Il s'arrête à Cesena puis reprend la route de Bologne.
En février 1529 il prend parti pour le Saint-Empire contre la France, participe au siège d'Amatrice près de Réate. En juin, il s'allie à Braccio Baglioni et rançonne Pérouse avec l'accord secret du pape ; il se porte vers Palè, dans les environs de Foligno, avec Giovambattista Savelli. Les  Florentins vont porter secours à Malatesta Baglioni. En juillet, il est à Terni (Ombrie)  avec seulement 50 fantassins, et y rançonne les voyageurs. En août il prend du service auprès du prince d'Orange contre les Florentins. Il s'empare de Montefalco et rejoint Spello. En octobre, il prend part au siège de Florence et met garnison dans Barduccio. En novembre, il prend en embuscade Giovanni Covoni à Barbialla, capture Francesco della Brocca et s'empare de deux étendards. Pris à partie par Amico d'Arsoli, il doit se replier et engage une escarmouche avec Taddeo del Monte à Santa Maria, puis avec Tommaso Corso et Amico à Venafro. En décembre, il fait sa jonction avec Stefano Colonna à Santa Margherita a Montici, se porte sur Peccioli avec 1 500 hommes et force Ercole Rangoni à se replier sur Pontedera. Il subit une contre-attaque des Florentins : Rangoni le bat à San Romano et à Marti, alors qu'il tente de lever le siège de Rangoni et de Ceccotto Tosinghi. Après avoir reçu des renforts, il vole les troupeaux puis retourne à Montopoli dans le Val d'Arno. Mais entretemps, le château a été repris par l'ennemi : ses hommes ont été passés par les armes et Rangoni n'a aucune difficulté à l'affronter une troisième fois. 200 de ses hommes sont tués ; le capitaine Francesco Ferrucci, entre autres, lui prend 7 étendards. Quelques jours plus tard, Colonna attaque les Florentins à Forcoli. Attaqué à son tour par Michele da Montopoli, il parvient à se cacher avec ses cavaliers dans un fossé boueux et échappe ainsi au massacre. Une grande partie de ses hommes sont tués par les paysans. Il rejoint ensuite son camp, enrôle de nouveaux soldats, rachète les prisonniers et reconstitue ainsi sa propre compagnie.
En janvier 1530, il fait route vers Rocca de San Miniato. Au printemps, il campe à Peccioli, Montopoli sur l'Arno et Palaia; il tue en combat Ercole da Brisighella, qui se portait de Volterra à Empoli. À la mi-avril, ses hommes se révoltent à cause d'un retard de solde. En juin, il accompagne à Rome Spiriti chargé de convoyer un homme, accusé d'avoir reçu paiement des Florentins pour empoisonner le pape. En juillet, il est  contacté par Cencio Guercio, envoyé de Malatesta Baglioni, capitaine général des Florentins ; avec l'accord du prince d'Orange, il rencontre en secret Baglioni pour acheter sa trahison. En août, il participe à la bataille de Gavinana. Il assiste à la capitulation de la république à Santa Margherita a Montici ; à la fin du mois, ses hommes tuent des soldats espagnols qui avaient volé le butin, après s'être débarrassés de deux soldats italiens, précipités dans un puits. Les milices italiennes s'en prennent le lendemain à l'armée espagnole ; Ferdinand Ier de Guastalla convainc le capitaine allemand Tamisio de défendre les Espagnols. Il s'ensuit une tuerie qui laisse sur le terrain 600 morts et 300 blessés ; les hommes de Colonna, battus, doivent se soumettre et partager le butin. Selon certaines sources, cette rébellion aurait été suscitée par Colonna à l'instigation du pape.
En septembre 1531, il part pour Modène puis à Correggio pour rencontrer en duel un Sforza : mais le marquis del Vasto Alfonso de Ávalos empêche le combat. En novembre, stipendié par l'Autriche, il part au secours des cantons catholiques de Suisse attaqués par les cantons protestants, mais la paix est rétablie très vite entre les belligérants.
En juillet 1532, l'empereur lui confie le commandement d'une colonne de 500 fantassins. Il rejoint les 3 000 hommes de Camillo Colonna pour aller combattre en Hongrie les Turcs du sultan Soliman. Passant par Crémone et Vérone, il prend part à la défense de Vienne. En octobre, parvenu à Innsbruck, ses troupes se rebellent à cause du retard de la solde et du manque de provisions, le forçant à rentrer en Italie.
En mai 1533 à Rome, il se rend à un duel contre Giampoalo de Ceri. Le pape Clément VII s'interpose, interdit la confrontation et lui intime l'ordre de s'éloigner de la ville.
- En août 1533 à Sienne il épouse la veuve de Fabio Petrucci et réclame aux Siennois l'héritage de son ancien mari : l'empereur Charles Quint lui donne raison. Il porte secours à Ascanio Colonna, attaque Cesana Torinese. Il obtient le titre de comte de Castro.

En janvier 1534, en récompense de ses services, Charles Quint lui octroie plusieurs terres confisquées aux rebelles Francesco del Balzo, Antonio Annichino et Giovanni Bernardino Riccio. En mai, il va secourir Pierre-Louis Farnèse, en guerre avec le comte de Pitigliano, Giovan Francesco Orsini, avec 50 hommes (cavaliers et fantassins) sous les ordres de Piero Latino. Une bagarre s'élève entre ces mercenaires et des soldats siennois de la garnison de Farnèse. Trois de ses hommes y trouvent la mort. Farnese intervient à son tour et s'en prend aux Italiens. En novembre, il s'allie avec Braccio Baglioni et les Ermanni pour arrêter Rodolfo Baglioni, qui s'était emparé de Pérouse, devant Deruta. Il pille les environs et rejoint à Pérouse les envoyés du pape Paul III, Bosio Sforza et Gian Francesco Orsini, qui cherchent à faire la paix entre les belligérants. À la fin, il doit abandonner Deruta, livrée aux flammes, et licencie ses troupes.
En février 1535, il est toujours au service du pape Paul III.
En mai 1536, payé par l'empereur, il est à Modène avec Jérôme Orsini ; leurs hommes (300 cavaliers et 1 000 fantassins) prennent garnison dans la citadelle de Cittanova. En août, il assiège Baldassarre della Massa dans Chieri (Piémont), lequel doit se rendre.
À la suite du meurtre du duc Alexandre de Médicis, il est invité en janvier 1537 par Alfonso de Avalos à Florence avec Marzio Colonna pour soutenir la cause de Cosme Ier de Médicis. Il passe au service de ce prince en avril. Avec Alessandro Vitelli et Rodolfo Baglioni, il se porte au secours de Borgo San Sepolcro et d'Anghiari, menacés d'une possible incursion de Pierre Strozzi. L'été, il va à Florence avec Vitelli à la tête de 3 000 fantassins allemands et de nombreux cavaliers ; il installe ses troupes à Prato, rejoint en grand secret Montemurlo, occupé par Sandrino da Filicaia, un homme de Strozzi. Mais Strozzi s'est porté sur Pistoia pour diviser ses  adversaires, les Panciatichi. Bref, Filicaia doit fuir et Colonna reprend la place de Montemurlo : en  récompense, Vitelli lui accorde une partie des 18 000 écus versés par le duc de Médicis. Par suite d'un retard dans le paiement de leur solde, les soldats espagnols se mutinent et envisagent le pillage de Florence. Pirro Colonna les regroupe et les convainc de quitter le pays contre paiement.
En 1538, il est engagé par les Pisans et la ville de Pietrasanta, pour empêcher les armées de la ville de Lucques d'envahir les terres du marquis de Malaspina.
En juillet 1542, l'empereur le charge, avec Camillo Colonna et Fabrizio Maramaldo, de lever 2 000 fantassins. En décembre, il rentre sur ses terres accompagné par son gendre Ulysse Orsini. On  lui a laissé le commandement d'une colonne mais non le commandement général, qu'on lui avait promis.
En 1543, il est renvoyé de la cour de Toscane par Cosme de Médicis pour avoir frappé en public le nain de la cour. Le duc lui offre une pension annuelle de 1000 ducats qu'il repousse dédaigneusement. Il part pour Milan se plaindre à Alfonso de Àvalos marquis del Vasto, et à la cour de l'empereur du traitement infligé. Dans la guerre contre la France, il attaque le fort de Mondovì, défendu par Giulio da Landriano ; finalement, la ville tombe aux mains du général d'Avalos.
Au printemps 1544 au Piémont, il reçoit l'ordre de franchir le Pô trois milles au nord de Carignan avec 3 000 fantassins ; pendant ce temps Alfonso de Àvalos traverse le fleuve sur un pont de bateaux juste devant la ville.  Colonna s'empare de la place et y est affecté comme gouverneur avec Felice d'Arco et Michele Spagnolo (2 000 fantassins espagnols et 2000 Allemands). Il est attaqué presque aussitôt par Bouttières et le comte d'Enghien, François de Bourbon avec 8 000 hommes. En avril, Avalos subit une défaite cuisante à la bataille de Cérisoles. Le siège de Carignano se durcit nettement, et le gouverneur Colonna réquisitionne toutes les provisions des habitants. Les Français campent à Villastellone et bloquent par tous les moyens les approvisionnements depuis le  fleuve. Après quarante jours de siège, Colonna doit se rendre au comte d'Enghien. Il est autorisé à partir avec ses hommes à condition de ne pas battre tambour ; il rejoint Chieri où Ludovico Vistarini a pris position mais se querelle avec ce capitaine ; il se rend alors auprès de Blaise de Montluc et, conformément aux accords passés, accompagne en France Renouard pour être présenté au roi François Ier et demeurer un an dans ce pays. Peu de temps après, le roi le congédie. Avalos l'accuse à présent d'avoir provoqué la défaite de Cérisoles, pour avoir renseigné l'ennemi sur l'effectif qui gardait la ville.
En 1546 au service de l'empereur contre les Protestants – il n'a que le titre de conseiller. Il combat la ligue de Smalkalde menée par le duc Jean-Frédéric de Saxe et le landgrave Philippe de Hesse, chefs de la ligue luthérienne. En juillet, il est contraint par Sebastian Schartlin von Burtenbach à se replier en Bavière. Il participe à la défense de Ratisbonne avec 200 Espagnols et 4 000 fantassins allemands, commandés par Aliprando Madruzzi. En septembre, il rejoint Ingolstadt avec Gian Giacomo de Médicis et César de Naples pour affronter Christophe d'Oldenbourg. Il occupe Neuburg an der Donau avec Giambattista Castaldo puis, avec les autres capitaines italiens, il est envoyé en avant-garde vers Ulm avec 600 arquebusiers et 60 cavaliers. Il appuie Alessandro Vitelli, commis à la défense d'un pont ; fait prisonnier, il est libéré peu après par Tommaso Coccapani. En octobre, il campe avec les autres condottieres près de Nordlingen. Il est chargé de harasser l'ennemi par des démonstrations de cavalerie, et attaque la ville de Donauworth.
En 1547, il combat la milice du duc de Saxe. On l'envoie au secours de Ferdinand Ier d'Autriche, affronte le comte de Mansfelt, attaque Brême et Magdebourg avec le duc Auguste de Nassau. Les Impériaux l'envoient ensuite à Sienne.
En 1549, il est mis en alerte à la mort de Paul III.
En 1552, il est toujours à Sienne avec Gian Giacomo de Médicis. Il entre en conflit avec Diego de Mendoza et s'oppose à la construction d'un château dans la ville. Il quitte finalement Sienne et rejoint ses terres. Il meurt en novembre dans le Latium, empoisonné sur ordre de Mendoza, probablement à la suite de ses critiques contre l'empereur et ses ministres.